# Graons del Rei
Els Graons del Rei és una serra situada entre els municipis de l'Esquirol i de Sant Pere de Torelló a la comarca d'Osona, amb una elevació màxima de 810 metres.